# Escuela Mariano Acosta
La Escuela Normal Superior en Lenguas Vivas N° 2 “Mariano Acosta” es un tradicional establecimiento educativo público que depende del Gobierno de la Ciudad de Buenos Aires. En ella funcionan cuatro niveles educativos: inicial, primario, medio y terciario.

## Historia
Fue fundada el 16 de junio de 1874, comenzando a funcionar el 9 de julio de ese mismo año.
El 20 de mayo de 1873, siendo Mariano Acosta gobernador de la provincia de Buenos Aires, se elevó a la Legislatura un proyecto de ley para la fundación de dos escuelas normales: una de varones y otra de mujeres. En esa época la mitad de la población adulta era analfabeta: de 736 923 habitantes, el 71% no sabía leer ni escribir.

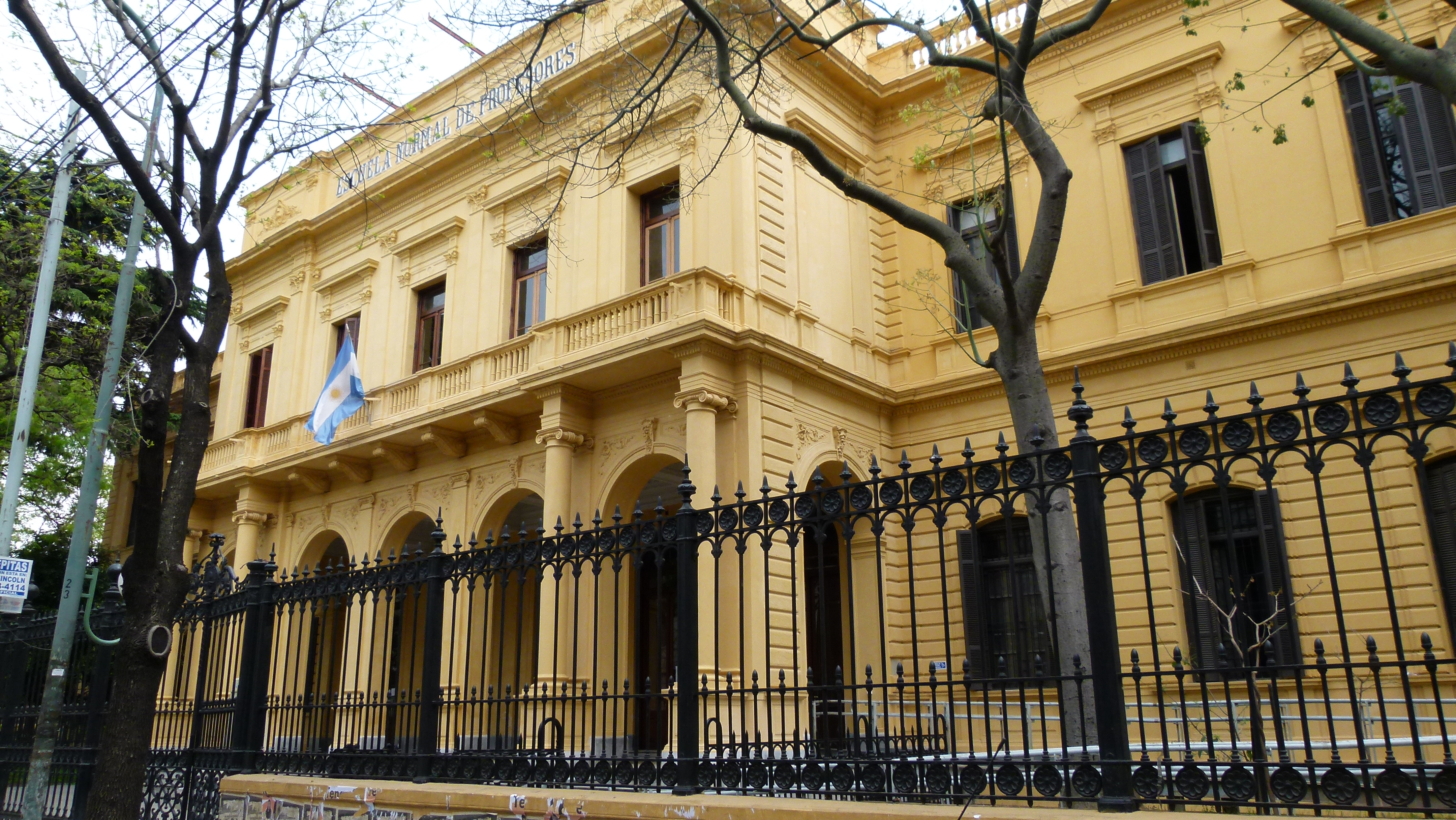
Fachada restaurada en 2012

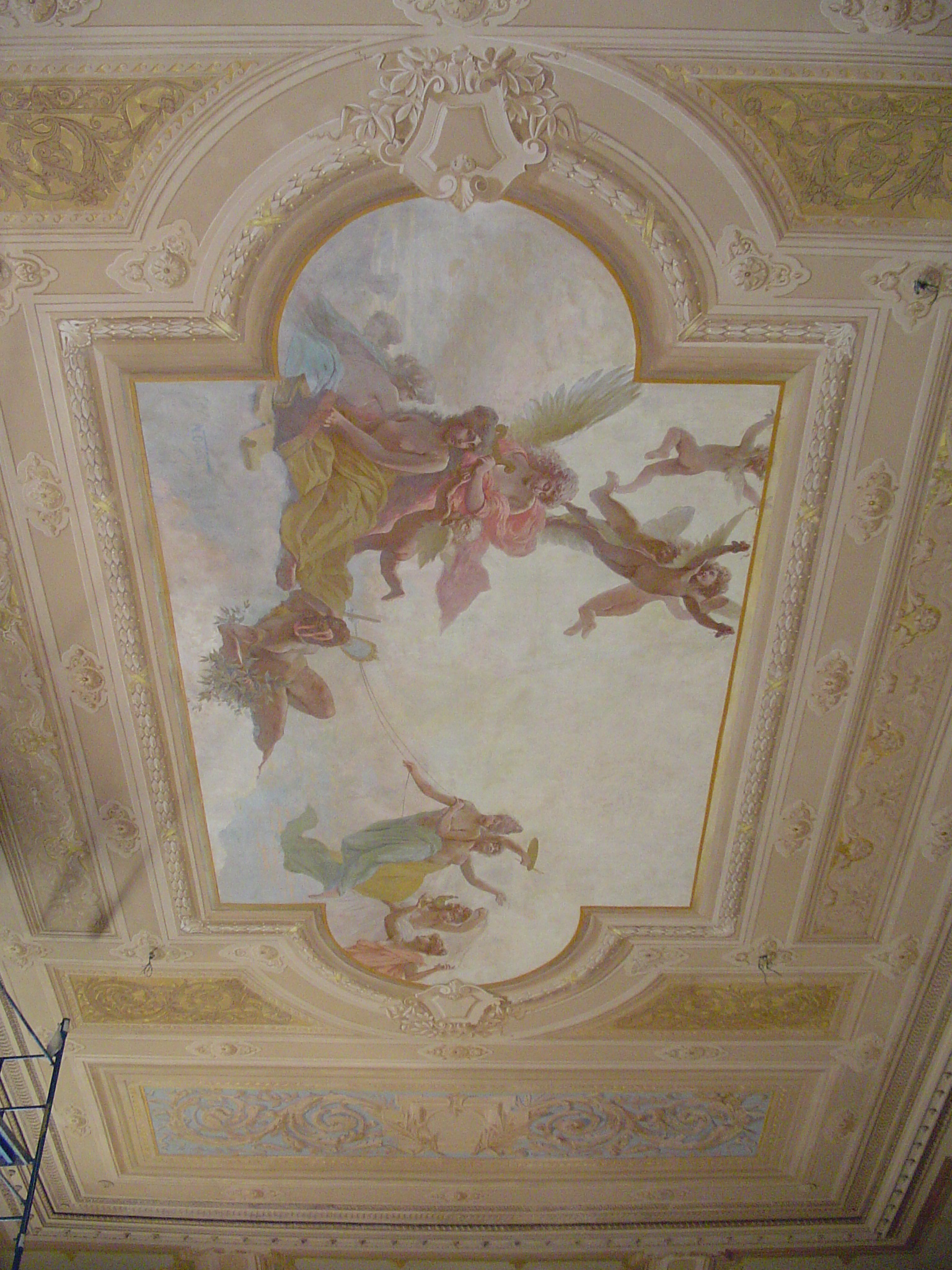
Cielorraso del Aula Magna

El decreto de la creación de la escuela fue promulgado el 16 de junio de 1874, cuando Mariano Acosta era vicepresidente de Nicolás Avellaneda. Su primera sede provisoria funcionó en la planta baja (luego se ocuparon el primer piso y el subsuelo) de una casa situada en Balcarce y Adolfo Alsina (antes Potosí), conocida por la Casa de Cambaceres, como lo recuerda una placa colocada en el edificio del Ministerio de Planificación que hoy ocupa esa esquina.

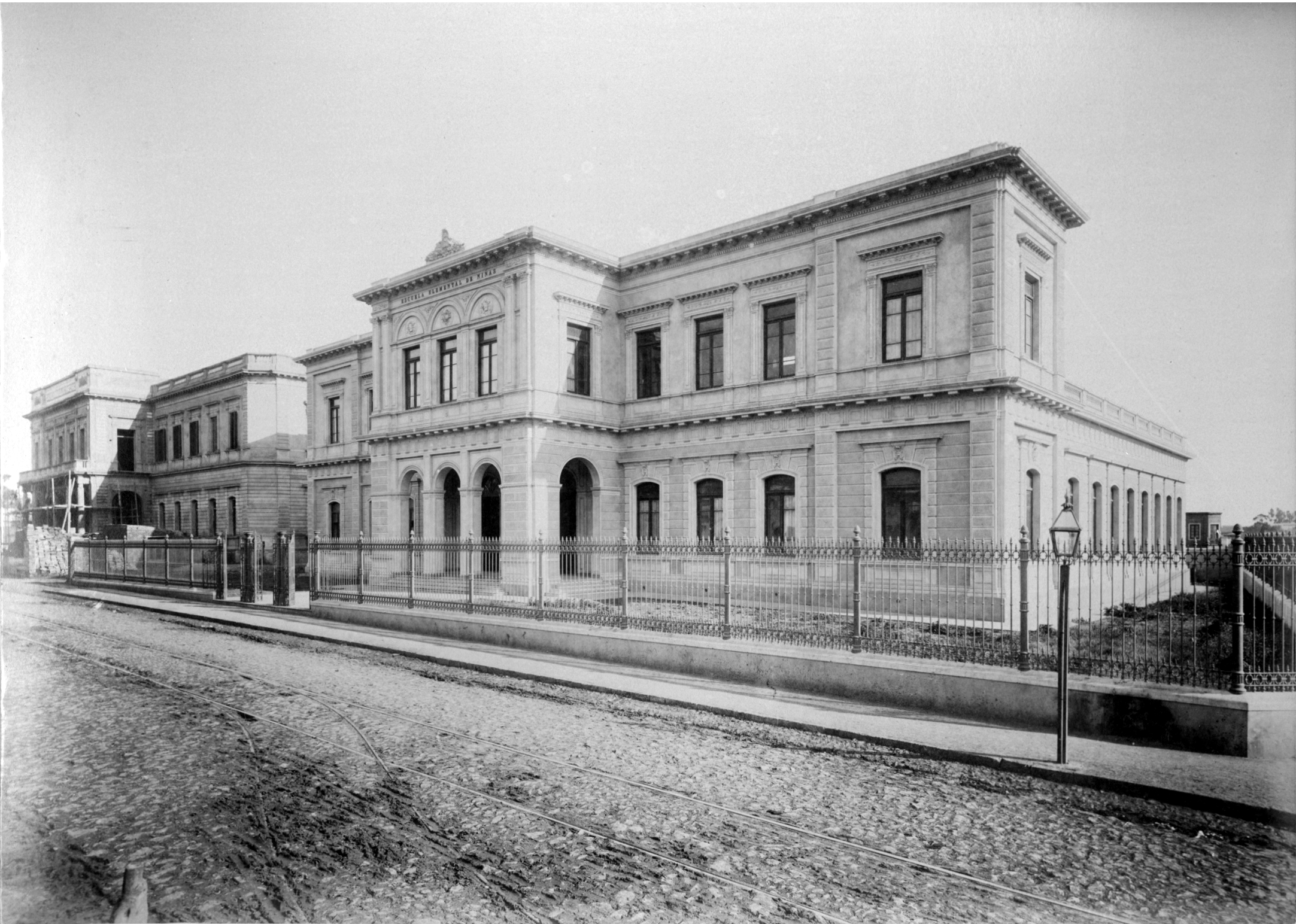
La Escuela Zapiola (der.) y la Escuela Mariano Acosta en construcción (izq.), fotografía de 1888.

### Escuela Normal de Profesores
En 1881, luego de la Federalización de Buenos Aires, la Escuela Normal de Varones de la Provincia de Buenos Aires fue nacionalizada y con motivo de crearse la carrera del profesorado pasó a denominarse Escuela Normal de Profesores.
El 31 de enero de 1889 la Escuela Normal de Profesores comenzó a funcionar en su nuevo, propio y actual edificio, ubicado en la calle General Urquiza 277, barrio de Balvanera. Fue diseñado por el arquitecto italiano Francesco Tamburini, Director de Arquitectura de la Nación y autor de la Casa Rosada y el proyecto original del Teatro Colón.
En 1944, el edificio fue ampliado con una construcción anexa.

#### Cambio de nombre
En 1924, al cumplirse 50 años de su fundación, el entonces Presidente de la Nación y exalumno de la escuela, Marcelo Torcuato de Alvear, designó al establecimiento con el nombre actual de Mariano Acosta, en homenaje a su fundador.

### Edificio «Monumento Histórico Nacional»
La Ley Nacional Nº 25.171, sancionada el 15 de septiembre de 1999, declaró al Edificio «Monumento Histórico Nacional».

## Instituto de Enseñanza Superior Nº 2 «Mariano Acosta»
Debido a una resolución ministerial, en 1988 se separaron los Profesorados Superiores de la Escuela Normal, creándose con ellos el Instituto Nacional de Enseñanza Superior Nº 2. Desde el 1 de enero de 1994 en adelante pertenece al Gobierno de la Ciudad de Buenos Aires. A partir de esa fecha pasó a denominarse Instituto de Enseñanza Superior Nº 2 «Mariano Acosta».

## Alumnos destacados
- Felipe Boero (1884-1958). Compositor y docente argentino.
- José Luis Romero (historiador) (1909-1977). Historiador e intelectual argentino.
- Isaac Rojas (1906-1993). Oficial naval argentino y vicepresidente de facto desde 1955 a 1958.
- Américo Ghioldi (1899-1984). Político y maestro argentino del Partido Socialista Democrático.
- Abel Santa Cruz (1915-1995). Guionista, productor, argumentista, autor y dialoguista argentino.
- Manuel Sadosky (1914-2005). Matemático, físico y científico de la computación argentino.
- Marcelo Torcuato de Alvear (1868-1942). Presidente de la Nación Argentina.
- Enrique Santos Discépolo (1901-1951). Compositor, músico, dramaturgo y cineasta argentino.
- Leopoldo Marechal (1900-1970). Poeta, dramaturgo, novelista y ensayista argentino.
- Julio Cortázar (1914-1984). Escritor y traductor argentino.
- Wos (músico) (1998). Rapero, freestyler, cantante y actor argentino.
- Juan Germán Fernández. (1982) "Piti". Músico y compositor, cantante de la banda Las Pastillas del Abuelo.
- Fermín Estrella Gutiérrez (1900-1990) Escritor, poeta, y profesor académico.
- Vicentico (1964) Cantante, músico, y compositor argentino.
- Ricardo Darín (1957) Actor, Productor, y director de cine argentino.
- Pablo Pizzurno (1865-1940) Educador argentino.
- Leandro iLlescas (Buenos Aires 1968-2023 Toronto) Artista visual argentino, pintor abstracto, director artístico y escenografo en la industria cinematográfica canadiense.
- Gabriel Uranga Betancur (1975) CTO Tupperware Brands.